# Mike Haffner
Mike Haffner (Waterloo, Iowa; 7 de julio de 1942-Las Vegas, Nevada; 31 de octubre de 2024) fue un jugador de fútbol americano y comentarista deportivo estadounidense que jugó cuatro temporadas con dos equipos en la NFL en la posición de wide receiver.

## Carrera

### Jugador
A nivel universitario jugó para UCLA Bruins donde fue seleccionado en el segundo equipo de la conferencia PAC-12 en dos ocasiones. Fue contratado por los Hartford Charter Oaks de la Atlantic Coast Football League donde estuvo un año. En 1968 fue contratado por los Denver Broncos de la NFL, equipo donde jugó dos temporadas en las que impuso récords de novato en la franquicia como el de yardas por recepción de 30.5, y tuvo un partido de cuatro recepciones para 122 yardas el 14 de diciembre de 1968 ante Kansas City Chiefs, récords que fueron superados en 2017.
En 1971 pasó a jugar con los Cincinnati Bengals donde se retiró.

### Comentarista
Al retirarse como jugador, Haffner pasó a ser comentarista para el canal NFL on NBC. En 1978 siendo reportero en el campo fue capturado con el micrófono abierto discutiendo con Terry Donahue desaprobando una intercepción de los Bruins revertida por un castigo en el Christmas Day de NBC durante el Fiesta Bowl. Haffner y Donohue fueron compañeros en UCLA.